# Чужумово
Чужу́мово — деревня в Смоленской области России, в Ельнинском районе. Население – 60 жителей (2007 год). Расположена в юго-восточной части области в 9 км к северо-востоку от города Ельня, в 6 км к востоку от автодороги Р137 Сафоново — Рославль, на берегу реки Усия. Входит в состав Бобровичского сельского поселения.

## Экономика
Недалеко от деревни найдено месторождение известкового туфа .